# 森バジル
森 バジル（もり バジル、1992年 - ）は、日本の小説家。
福岡県在住。シンガーソングライターの藤原さくらは義妹にあたる。

## 来歴
宮崎県宮崎市生まれ。十代で作家デビューした綿矢りさらに憧れ、中学一年生の頃から小説を書き始める。
九州大学卒業後、福岡市で会社勤めのかたわら新人賞への応募を開始する。
2018年に「モノクロボーイと月嫌いの少女」で第23回スニーカー大賞《秋》の優秀賞を受賞。同作を改題・改稿した文庫『1/2ーデュアルー死にすら値しない紅』を刊行し作家としてデビューする。
その後、一般文芸に範囲を広げ、2023年に『ノウイットオール　あなただけが知っている』で第三十回松本清張賞を受賞。
2025年、同作で第5回読者による文学賞スピンオフを受賞。

## 人物
- 短歌とお笑いが好き[8][9]。
- 学生時代はバンドサークルに所属してマキシマム ザ ホルモン等の楽曲を演奏していた[10]。またDTMが趣味であり、自作したボカロ曲を自身のYouTubeチャンネルに上げている[8]。
- 冲方丁が憧れの作家であり、『マルドゥック・スクランブル』を「最強のエンターテイメント[11]」と評している。

## 文学賞受賞・候補歴
- 2018年 -「1/2ーデュアルー死にすら値しない紅」（「モノクロボーイと月嫌いの少女」より改題）で第23回スニーカー大賞《秋》 優秀賞受賞
- 2023年 -「ノウイットオール　あなただけが知っている」で第三十回松本清張賞受賞

## 作品

### 著書
- 1/2ーデュアルー死にすら値しない紅（2019年2月、角川スニーカー文庫）
- ノウイットオール　あなただけが知っている（2023年7月、文藝春秋）
- なんで死体がスタジオに!?（2024年6月、文藝春秋）

### 単行本未収録作品
- 「奢る奢らない論争」（『小説丸』「超短編！大どんでん返しExcellent」2023年12月）
- 「透けてますけど？」（『小説現代』2024年5・6月合併号）
- 「演じろ、櫛田」（『小説新潮』2024年6月号）